# Rochus von Rheinbaben
Rochus Albrecht Kreuzwendedich von Rheinbaben (* 2. Oktober 1893 in Berlin; † 19. Juli 1937 in Berlin-Charlottenburg) war ein deutscher Diplomat, politischer Aktivist und Schriftsteller.

## Leben und Wirken

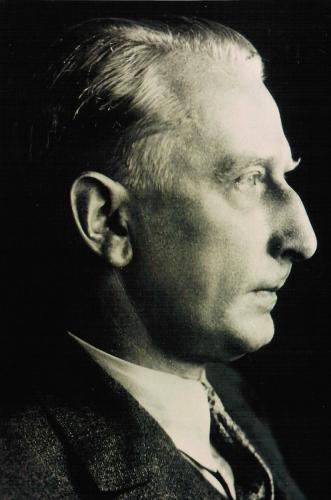
Rochus von Rheinbaben (um 1924)

### Kaiserreich und Revolutionszeit (1893 bis 1919)
Rochus von Rheinbaben war Sohn des späteren preußischen Innen- und Finanzministers Georg von Rheinbaben und seiner Gattin Hedwig von Liliencron (1854–1938). Väterlicherseits war er mit zahlreichen anderen Mitgliedern der Familie von Rheinbaben – einem schlesischen Uradelsgeschlecht – verwandt, so mit dem DVP-Politiker und zeitweiligen Chef der Reichskanzlei Werner von Rheinbaben (1878–1975). Über seine Großmutter mütterlicherseits, einer geborenen von Gerlach, war er mit dem pazifistischen Journalisten und Politiker Hellmut von Gerlach (1866–1935) verwandt. Sein Großvater mütterlicherseits war der Germanist und Musikhistoriker Rochus Freiherr von Liliencron (1820–1912), sein Schwager, der Gatte seiner Schwester Gertrud (1888–1949), der SS-Offizier Anton von Hohberg und Buchwald (1885–1934).
Nach der Teilnahme am Ersten Weltkrieg, in dem er es bis zum Leutnant brachte, absolvierte von Rheinbaben das Studium der Rechtswissenschaft, das er 1917 mit einer Arbeit zur chinesischen Verfassung abschloss. Anfang 1918 trat Rheinbaben in den Auswärtigen Dienst ein. In den letzten Kriegsmonaten betätigte er sich im Auswärtigen Amt. Nach dem Sturz der Monarchie im Zuge der Novemberrevolution im November und Dezember 1918 war von Rheinbaben in führender Funktion in ein gescheitertes Putschunternehmen verwickelt, das eine Entmachtung der (radikalen) Berliner Arbeiterräte zugunsten einer Stärkung der (gemäßigten) Regierung Ebert anstrebte. Schaltzentrale dieses Plans war die Nachrichtenabteilung des Auswärtigen Amtes, Hauptakteure im Wesentlichen Rheinbaben und einige andere Jungdiplomaten.
Philipp Scheidemann bezeichnet Rheinbaben, neben Ferdinand Carl von Stumm und Hans Graf von Matuschka, in seinen Memoiren als den Organisator einer von einem Mann namens Spiro angeführten Arbeiterprozession, die am 6. Dezember 1918 vor der Reichskanzlei aufmarschiert sei, und Friedrich Ebert, damals Vorsitzender des Rates der Volksbeauftragten, zum Reichspräsidenten proklamiert habe. Ebert habe seine „Ernennung“ jedoch „dankend abgelehnt“. Rheinbaben bedauerte im Rückblick auf die Jahre 1918/1919, dass die Chancen, die die Revolution – insbesondere hinsichtlich eines Anschlusses von Österreich an das Deutsche Reich – eröffnet habe, „verpasst“ worden seien.
Nach dem Scheitern der Putschpläne vom November/Dezember 1918 floh Rheinbaben ins Rheinland, wo er von den Franzosen verhaftet und einige Monate lang in Südfrankreich interniert wurde. Zuvor, am 6. Dezember 1918, hatte er jedoch noch zusammen mit dem Kanzleidiener Lehmann und einem Feldwebel, zwei revolutionäre rote Flaggen vom Dach des Berliner Auswärtigen Amtes entwendet. Während eine im Besitz von Rheinbabens verblieb und während des Zweiten Weltkrieges zerstört wurde, ging die zweite Flagge an seinen Freund von Stumm. Nachdem der Verbleib mehrere Jahrzehnte lang unbekannt geblieben war, übergab ein Enkel Stumms die Flagge 2008 dem damaligen Außenminister Frank-Walter Steinmeier. Gegenwärtig wird sie im Rahmen der „Scheidemannausstellung“ im Berliner Reichstag ausgestellt.

### Weimarer Republik (1919 bis 1933)
Nach seiner Entlassung aus der französischen Gefangenschaft zu Ostern 1919 kehrte von Rheinbaben nach Deutschland zurück. Seinen Lebensunterhalt verdiente er in den folgenden Jahren als kaufmännischer Direktor in Berlin.
1926 erregte Rheinbaben republikweit Aufsehen mit seiner Broschüre An den deutschen Adel, einer leidenschaftlichen Kampfschrift, in der Rheinbaben seine adeligen Standesgenossen zur Treue gegenüber der republikanischen Staatsform aufforderte. Er knüpfte damit an einen von sechzehn Trägern bekannter adliger Namen aus allen Teilen des Reiches kurz zuvor unterzeichneten Aufruf an, in dem diese es zur Pflicht aller „staatserhaltenden Kräfte“ erklärten, die „republikanische Reichsregierung bei ihrem schweren Werk zu unterstützen“. In seiner Schrift geißelte Rheinbaben insbesondere die „unvernünftige und verstockte Haltung“ seiner Standesgenossen gegenüber jeder Verständigungspolitik. Der Publizist Joachim von Dissow (= Johann Albrecht von Rantzau) kommentierte das Ungewöhnliche an Rheinbabens Pamphlet – ein Adeliger, der sich für die Republik ausspricht – fünfunddreißig Jahre später, in der historischen Rückschau, wie folgt:

„Bezeichnend für die bei den Konservativen vorherrschenden Gesinnungen war es, dass Rheinbaben den Mut der Unterzeichner des erwähnten Aufrufs besonders hervorhob (hervorheben musste), so wenig war damals auf der Rechten ein Bekenntnis zu Stresemann und seiner Politik salonfähig.“

Als Freund und Protegé des DVP-Politikers und langjährigen deutschen Außenministers Gustav Stresemann organisierte von Rheinbaben im März 1929 die sogenannte „Front 1929“, einen der DVP nahestehenden Kreis von aktivistischen jungen Berliner Intellektuellen, der sich für den Erhalt der Republik einsetzte. Die Front bemühte sich zumal, engere persönliche Bindungen zwischen den Führern der gemäßigten bürgerlichen Parteien der Zeit herzustellen. Auf Drängen Stresemanns stellte Rheinbaben ab 1929 außerdem Kontakte zum Jungdeutschen Orden und zu verschiedenen der zahlreichen liberalen Klubs, die seit 1928 gegründet worden waren, sowie zu den Jungkonservativen innerhalb der DNVP her. Die Absicht, die ihn dabei leitete, war die – gerade auch von Stresemann gewünschte – Zusammenführung dieser Kräfte in einer „Mittelpartei“, die insbesondere der jungen Generation eine politische Heimat bieten sollte.
Die „enthusiastischsten“ Unterstützer Rheinbabens waren Mahraun und die anderen Führer des Jungdeutschem Ordens, mit denen er das Ziel der Evolution der Republik in eine „höhere Stufe der Demokratie“, einen Volksstaat, teilte. Als Voraussetzung dafür sahen sie die Festigung der politischen Mitte in einer „soliden Phalanx“ die stark genug sein sollte, um den radikalen „Flügelkräften“ des Großkapitals und der organisierten Arbeiterschaft standzuhalten. Durch Stresemann wurde er Mitglied der Berliner Freimaurerloge Friedrich der Große.
Nach Stresemanns Tod engagierte Rheinbaben sich zunächst in der Deutschen Staatspartei, für die er als politischer Spitzenkandidat in Koblenz auftrat, wo er aufgrund der früheren Tätigkeit seines Vaters, fest verwurzelt und populär war. In den 1930er Jahren wechselte Rheinbaben schließlich in die NSDAP.
In den 1920er Jahren tat Rheinbaben sich darüber hinaus durch seine publizistische Tätigkeit hervor. So veröffentlichte er einige Bücher und Aufsätze, in denen er seine gemäßigt linksliberalen Ansichten vertrat. Rheinbaben war Herausgeber eines Wirtschaftsnachrichtendienstes, dem „Tickerdienst“. Er gab 1928 einige Reden Stresemanns in Buchform heraus und verfasste im selben Jahr die erste Biografie über seinen Förderer. Dieses Werk war in der Weimarer Zeit zwar sehr weit verbreitet und wurde außerdem in einige andere Sprachen, so ins Englische, übertragen. Das Resultat befriedigte den Außenminister jedoch nur sehr bedingt. Namentlich monierte Stresemann, laut seinem späteren Biografen Hirsch, in einem Brief an eine Bekannte vom Oktober 1928:

„Es sei eine gute Arbeit von einem Menschen der ihn gern habe. Der Arbeit fehle aber etwas der Esprit und es fehle das persönliche Erlebnis. Das Ganze sei mehr eine Zusammenstellung von Reden und Aufsätzen.“

Des Weiteren sei seine private Biografie gegenüber seiner politischen zu sehr in den Hintergrund gestellt, der Leser könnte so beispielsweise auf die Idee kommen, dass er, Stresemann, noch Junggeselle sei.

## Familie
Nach einer ersten kurzen Ehe mit Karola Johanna Adele Gisela von Carstanjen (1892–1975), die am 3. Januar 1923 in Plittersdorfer Aue – Kreis Bonn, geschlossen wurde, heiratete von Rheinbaben in zweiter Ehe am 3. Oktober 1924 Erika von Seydewitz (1895–1985), eine Tochter des sächsischen Generals Max von Seydewitz (General) (1857–1921).

## Werke
Autor:
- Chinesische Verfassung 1900–1917. Eine Studie. Decker, Berlin 1917.
- An den deutschen Adel. Politische Betrachtungen zur Zeitgeschichte. Stilke, Berlin 1926.
- Liberale Politik im neuen Reiche. Braun, Karlsruhe 1928.
- Stresemann. Der Mensch und der Staatsmann. Reissner, Dresden 1928. (In zweiter Auflage 1930 als: Stresemann. Der Mensch und der Staatsmann. Die Biografie an der er noch selbst mitgewirkt hat).
- Karl Anton Prinz Rohan: Umbruch der Zeit. 1923–1930. Gesammelte Aufsätze. Stilke, Berlin 1930. (Einleitung)

Herausgeber:
- Stresemann. Reden. Reissner, Dresden 1927.